# Георгије Косов
Георгије Алексејевич Косов (познат и као Јегор Чекрјаковски ; 4. април 1855 — април 1928 ) је био руски православни свештеник, протојереј и за живота поштован као светитељ.
9. октобра 2000. године канонизован је за светитеља Руске православне цркве као исповедник, помен 26. јануара и 26. августа. Често га називају духовним наследником светог Амвросија Оптинског.
Георгије Косов је рођен у породици сеоског свештеника у селу Андросово, Орловска губернија (данас Железногорски округ, Курска област). Завршио је Орловску богословију и предавао у сеоској школи у Орловској губернији. Године 1884. постао је свештеник у селу Спас-Чекријак код града Болхова, Орловска губернија, и тамо је служио до своје смрти 1928. године. Обновио је сеоски храм и организовао школу за дечаке и девојчице из сиротишта.
Након канонизације 2000. године, мошти исповедника Георгија пренете су у саборни храм у Болхову.